# 新人民軍
新人民軍（しんじんみんぐん、英語: New Peoples Army, NPA）とは、フィリピンのフィリピン共産党 (CPP) の軍事組織である。
左翼革命闘争を展開したフクバラハップを批判し、これに変わるものとしてルソン島中部の農村で数十人規模で誕生した。
その後、マルコス政権下で急膨張し、ピーク時の1987年頃には2万5800人の兵士を有する組織となった。
コラソン・アキノ政権下も全面対決による壊滅をねらったが失敗した。1992年にはラモス大統領がフィリピン共産党の合法化を打ち出したが後に撤回し、左翼穏健派を憲法の枠内に取り込み、武装ゲリラの孤立化を図り成果を上げた。アメリカ合衆国はテロ組織に指定し、資産凍結対象になっている。

## 組織概要
1969年3月、ルソン島の農村で結成され、政府軍との衝突、外国人の誘拐などテロリズムを行ってきた。1992年成立のラモス政権はゲリラの孤立化を進める政策を推し進め、その結果、衰退していった。
2015年第1四半期時点の勢力は、4092人(戦闘員に限ると約2800人)とされていた。その後、2016年8月～2017年2月の和平交渉中に戦闘員は約5,000人にまで増加したと推定された。その後、投降や逮捕、殺害によって減少し，2018年11月時点の勢力は、全土で戦闘員3,713人とみられている。

## 背景
フィリピンの共産主義勢力は、第二次世界大戦中に日本軍と戦い、日本軍の撤退後もアメリカ軍と独立後のフィリピン政府軍と戦闘を続けたが、1954年までにフィリピン政府軍に制圧された。
1969年、毛沢東思想による革命と体制変革をめざす、フィリピンの共産主義・毛沢東主義勢力は、新人民軍 (NPA New Peoples Army) を結成し、フィリピン政府軍に対する武装闘争を開始した。
NPAは、フィリピン全国に展開し、フィリピンの軍隊・警察・インフラ・企業に対する武力攻撃を繰り返し、フィリピン政府軍はNPAの武力攻撃に対して掃討戦を継続しているが、NPAを完全制圧することは難しく、現在も活動中である。
フィリピン国内では、選挙のたびに選挙妨害を行うことでも知られており、候補者は選挙妨害をしないように、新人民軍に対して金銭を支払う必要に迫られている地域もある。
2016年6月に発足したドゥテルテ政権は、CPP及びNPAなどと和平交渉を進め一時的な停戦までこぎつけたものの、その後も軍との交戦が散発的に発生したため、2017年11月に和平交渉を打ち切った。